# Donald Windham

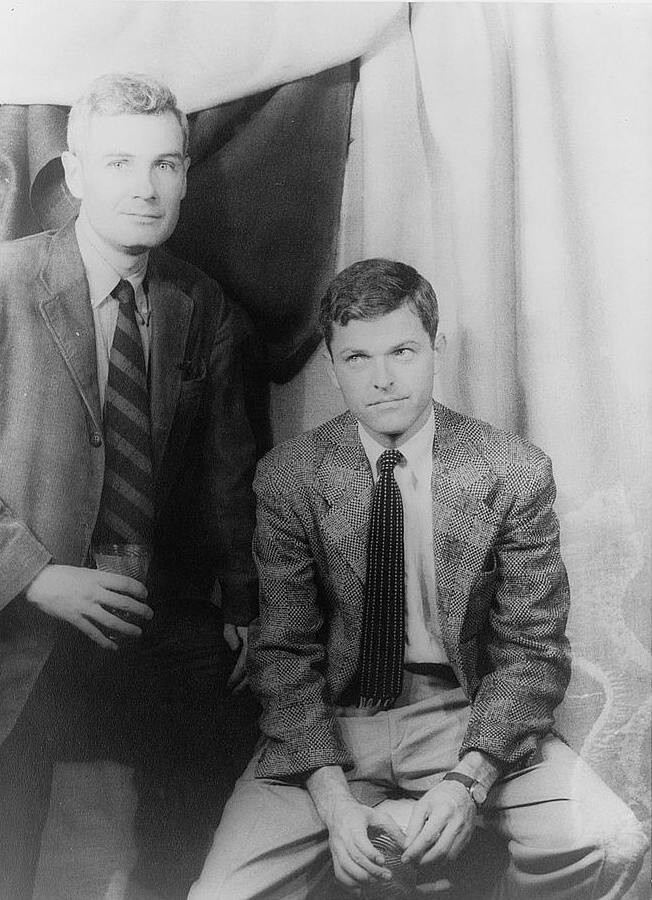
Donald Windham und Sandy Campbell (1955; Fotograf Carl Van Vechten)

Donald Windham (* 2. Juli 1920 in Atlanta, Georgia; † 31. Mai 2010 in New York City, New York) war ein US-amerikanischer Schriftsteller. Bekannt wurde er mit mehreren Romanen, in denen feinfühlige Beziehungsschilderungen die Hauptrolle spielen, und durch Memoiren, in denen die literarische und schwule Subkultur New York Citys geschildert wurde.

## Leben und Schaffen
Der Sohn einer verarmten Südstaatenfamilie übersiedelte nach Abschluss der Highschool und einem Jahr Jobbens bei erster Gelegenheit 1939 mit einem Greyhound-Bus nach New York City. Der 19-Jährige fand nach einer Phase kleinerer Beschäftigungen eine feste Anstellung als Assistent Lincoln Kirsteins, eines Gründers des New York City Ballet. Für dessen Zeitschrift The Dance Index schrieb er fortan und führte das Blatt eigenständig weiter, als Kirstein zum Kriegsdienst einberufen wurde.
Er schuf sich ein großes Netzwerk an Freunden, Liebhabern und Bekannten. Am prominentesten waren darunter Truman Capote und Tennessee Williams, Gore Vidal, Christopher Isherwood, Pavel Tchelitchew, Glenway Wescott und die bildenden Künstler Paul Cadmus und Jared French. Mit Williams teilte er kurze Zeit ein Apartment in Manhattan und schrieb mit ihm 1942 gemeinsam an Windhams Theaterstück You Touched Me!, das auf einer Erzählung von D. H. Lawrence basierte.  Als Williams größeren Erfolg als Dramatiker erfuhr, fand sich Windham auf das Abstellgleis geschoben. Die Verabredung, dass der Dramatiker beim Herausbringen von Windhams Stück The Starless Air Regie führen sollte, fiel ersatzlos aus.
Windham entzweite sich öffentlich mit Williams in den 1970er Jahren, nachdem dieser 1975 seine Memoiren veröffentlichte. Er selbst publizierte zwei Jahre später einen Band mit ihrer Korrespondenz, Tennessee Williams’ Letters to Donald Windham, 1940–1965. Williams behauptete später fälschlich, das sei ohne seine Erlaubnis geschehen, konnte sich aber vor Gericht nicht durchsetzen. In einem Vorwort schrieb Windham über seinen Ex-Freund, er sei "the rarest, most intoxicating, the most memorable flower that has blossomed in my garden of good and evil". Der Rezensent der New York Times, Robert Brustein, schrieb darüber: "If revenge is a dish that tastes best cold, then Donald Windham has certainly fixed himself a satisfying frozen dinner.”
1997 wurde Windhams Ausgabe des Briefwechsels mit Williams mit dem Editor’s choice award bei den Lambda Literary Awards ausgezeichnet.
Mit Capote blieb Windham bis zu dessen Tode befreundet.
Der Erfolg als Autor trat bei Windham in den 1950ern nicht ein, obwohl er für damals angesehene Zeitschriften wie Horizon und The Paris Review schrieb. Er selber sprach später von „Hard work and no success“.  Erst als William Maxwell, ein Redakteur des New Yorker, einige autobiografische kleinere Arbeiten von Windham veröffentlichte, wendete sich das Blatt. Daraus entstand 1964 der Prosaband Emblems of Conduct.

“I disagree with the advice ‘Write about what you know’. Write about what you need to know, in an effort to understand.”

„Ich widerspreche dem Ratschlag ‚Schreibe worüber du etwas weißt‘. Schreibe über das, was du wissen musst, damit du es verstehst.“

Windhams Debüt-Roman The Dog Star (1950) handelt von einem jungen Mann aus den Südstaaten, der in Verzweiflung gestürzt wird, als sein bester Freund Suizid begeht. Der Roman wurde von André Gide und Thomas Mann hoch geschätzt. In den Tagebüchern Thomas Manns aus den Jahren 1950 und 1951 finden sich lobende Eintragungen zu „The Dog Star“; Windham und Mann wechselten darüber hinaus Briefe. E. M. Forster schrieb ihm das Vorwort zu seiner Kurzgeschichten-Sammlung „The Warm Country“ (1962). Weitere Kurzgeschichten (wie z. B. „The Hitchhiker“ und „The Kelly boys“) veröffentlichte Windham nur als Privatdrucke. The Hero Continues (1960) handelt von einem ehrgeizigen Stückeschreiber der Broadway-Theaterszene. Darin sind vor allem seine Erfahrungen rund um Tennessee Williams verarbeitet. Der folgende Roman Two People (1965) handelt von einer Liebesaffaire zwischen einem New Yorker Aktienhändler, dessen Ehefrau ihn verlassen hat, und einem 17-jährigen Italiener in Rom. Das Buch Tanaquil (1972) war inspiriert von der Biografie des befreundeten Fotografen George Platt Lynes und gilt als Schlüsselroman über das New York der 1950er Jahre. Lost Friendships, ein Erinnerungsbuch über seine Freundschaft mit Truman Capote und Tennessee Williams, kam 1987 heraus. Homosexualität ist ein wesentliches Thema in seinem Werk. Windhams langjähriger Lebensgefährte, Sandy Campbell, starb 1988. Als 89-Jähriger verstarb der Schriftsteller am 31. Mai 2010 in seinem Haus in Manhattan.

## Windham–Campbell Literature Prize
Seit 2013 wird jährlich der mit 165.000 US-Dollar dotierte Windham–Campbell Literature Prize in sechs bis neun Kategorien vergeben. Er gehört zu den am höchsten dotierten Literaturpreisen der Welt. Windham regte den Preis noch zu Lebzeiten an. Das hohe Preisgeld speist sich aus seinem Nachlass.

## Werke (Auswahl)
Seine Bücher wurden in mehreren Ländern übersetzt und lizenziert, darunter Frankreich, Deutschland und Portugal.
Romane
- Stone in the Hourglass. 1981.
- The Dog Star. 1950.
  - Dog Star. Roman. (Aus dem amerikanischen Englisch von Alexander Konrad), Lilienfeld Verlag, Düsseldorf 2008, ISBN 978-3-940357-09-0; iTunes: ISBN 978-3-940357-15-1.
- The Hero Continues. 1960.
- Two People. 1965.
  - Zwei Menschen. Roman. (Aus dem amerikanischen Englisch von Alexander Konrad), Lilienfeld Verlag, Düsseldorf 2010, ISBN 978-3-940357-17-5.[5]
- Tanaquil. 1972.

Kurzgeschichten-Bände
- The Warm Country. 1962.

Dramen
- You Touched Me!

Memoiren
- Emblems of Conduct. 1964.
- Tennessee Williams’ Letters to Donald Windham, 1940–1965. 1977.
- Footnote to a Friendship. Stamperia Valdonega, Verona 1983.
- Lost Friendships: a memoir of Truman Capote, Tennessee Williams, and others. 1987.